# Capital individuel
 (décembre 2018).
Si vous disposez d'ouvrages ou d'articles de référence ou si vous connaissez des sites web de qualité traitant du thème abordé ici, merci de compléter l'article en donnant les références utiles à sa vérifiabilité et en les liant à la section « Notes et références ».
Par analogie à la notion de capital en économie comme moyen de production et élément du patrimoine, l'expression capital individuel (ou capital personnel) sert parfois à désigner les divers acquis qu'a accumulé une personne et pouvant contribuer à mieux assurer son futur.
Celui-ci peut-être de différentes natures :
- le capital humain désigne l'ensemble des connaissances et des compétences d'un individu.
- Le capital social désigne l'ensemble des relations de la personne, par sa famille, amis, le réseau de relation qui lui permette d'avoir du "pouvoir".
- Le capital culturel désigne l'ensemble des normes et valeur intégrées et connues par la personne telle "l'étiquette" par exemple, qui permet elle aussi de s'intégrer dans un milieu social.
- Le capital financier désigne quant à lui l'ensemble des ressources pécuniaires de l'individu, incluant son patrimoine investi et son argent liquide, après déduction de ses dettes.